# 聖克魯斯山脈 (危地馬拉)
聖克魯斯山脈是危地馬拉的山脈，位於該國東部，處於伊薩瓦爾湖以北，由伊薩瓦爾省負責管轄，長55公里、寬13公里，最高點海拔高度1,100米。